# Auguste Guillou
Pour les articles homonymes, voir Guillou.
Auguste Guillou (Botsorhel, 1er janvier 1914 - Mort pour la France en Crète le 2 juin 1941) est un militaire français, Compagnon de la Libération à titre posthume par décret du 23 juin 1941. Pilote déjà expérimenté au début de la Seconde Guerre mondiale, il combat lors de la bataille de France au cours de laquelle il est fait prisonnier. Une fois libre, il rejoint les rangs des forces aériennes françaises libres avec lesquelles il est engagé en Afrique du nord et en Méditerranée mais il a disparu au cours d'une mission au-dessus de la Crète.

## Biographie

### Avant-guerre
Auguste Guillou voit le jour à Botsorhel dans le Finistère le 1er janvier 1914. Engagé dans l'Armée de l'air française dès novembre 1933, il est affecté à la Base aérienne 122 Chartres-Champhol. En 1934, il entre en école de pilotage à Angers et en ressort breveté en novembre 1936, ayant entre-temps été promu sergent en 1935. Il est ensuite affecté à la 62e escadre de bombardement.

### Seconde Guerre mondiale
Engagé dans l'aviation d'assaut pendant la bataille de France, il refuse ensuite de se soumettre au régime de Vichy et tente une première fois de s'évader le 1er juillet 1940 mais est fait prisonnier. Une seconde tentative lui permet de parvenir à Londres le 29 juillet et de s'engager dans la Royal Air Force. Après avoir été promu adjudant, il suit un stage sur les appareils anglais à Odiham et est affecté au no 73 Squadron. En avril 1941, il est versé dans les forces aériennes françaises libres et est muté au Moyen-Orient au sein du no 274 Squadron avec lequel il combat au-dessus de l'Égypte. Le mois suivant, il est affecté à l'Escadrille Française de Chasse no 1. Le 2 juin 1941, l'escadrille s'envole pour une mission dans le ciel de la Crète. Au retour de la patrouille, l'avion d'Auguste Guillou manque à l'appel. Il ne reviendra jamais à la base et son corps n'a pas été retrouvé.

## Décorations
|  |  |  |
|  |  |  |

| Chevalier de la Légion d'Honneur | Chevalier de la Légion d'Honneur | Compagnon de la Libération          | Compagnon de la Libération          | Médaille militaire                | Médaille militaire                |
| Croix de Guerre 1939-1945        | Croix de Guerre 1939-1945        | Médaille de la Résistance française | Médaille de la Résistance française | Médaille coloniale Agrafe "Libye" | Médaille coloniale Agrafe "Libye" |